# Magnus Poulsson

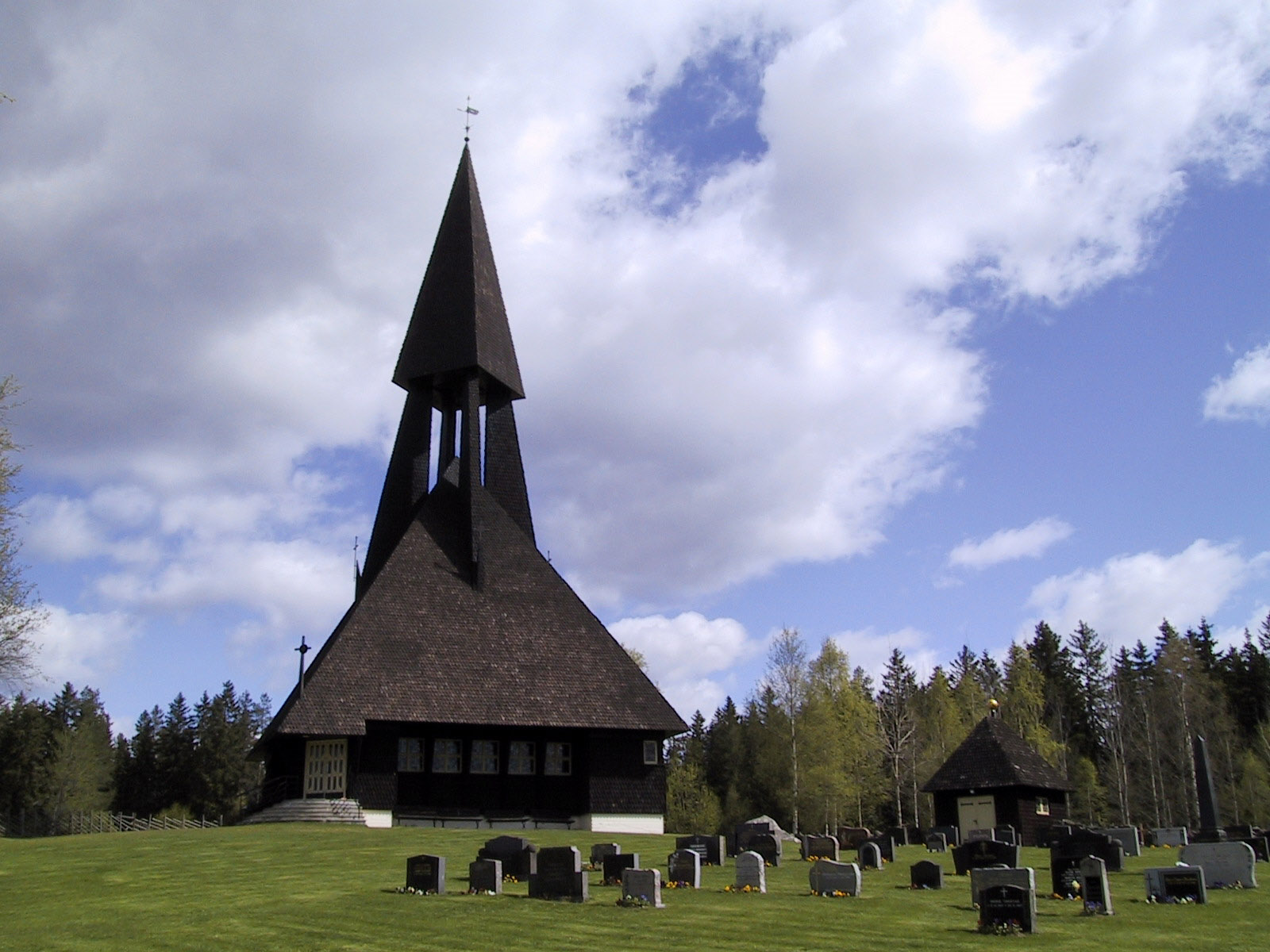
Gravbergets kyrka.

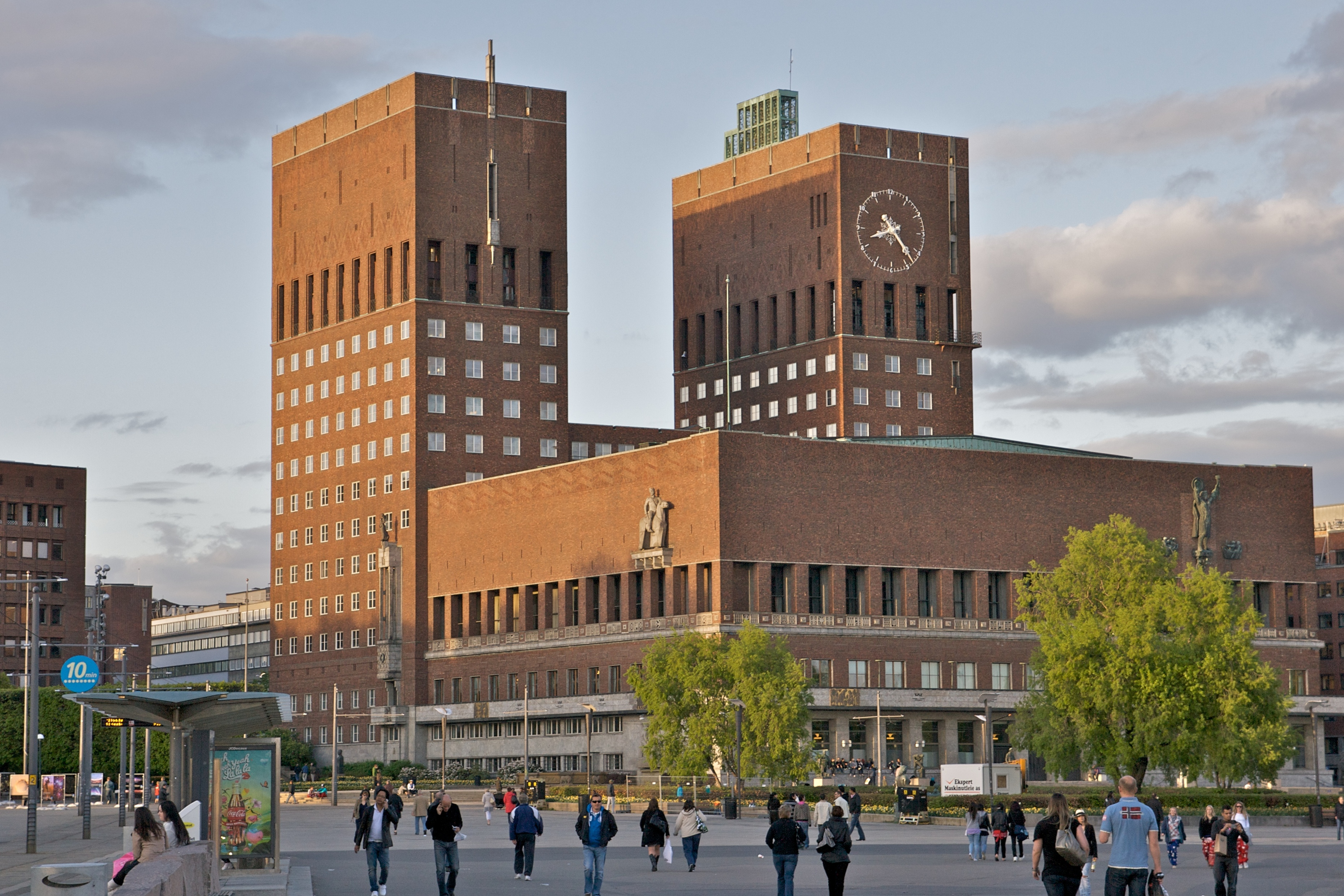
Oslo rådhus.

Magnus Poulsson, född den 14 juli 1881 i Drammen, död den 18 mars 1958 i Asker, var en norsk arkitekt.

## Biografi
Poulsson utbildade sig vid Kunst- og håndverksskolen i Oslo 1900–1903, som elev av Herman Major Schirmer, och vid Tekniska högskolan i Stockholm 1905. Åren 1905–1909 var han assistent hos Carl Westman, och senare blev han praktiserande arkitekt i Oslo. Han var bosatt först i Lysaker, därefter på Nesøya.
Av Poulssons större arbeten kan nämnas Oslo kommuns bostadsbebyggelse på Lille Tøyen (1916–1922), Det Forenede Dampskibsselskabs hus på Karl Johans gate 1 (1917–1919), KNA-hotellet (nu Scandic Hotel KNA, 1932), samtliga i Oslo, och Bærums rådhus (1925–1926, utbyggt 1958). Därtill kommer ett stort antal villor och lantställen samt flera kyrkor, bland andra Dombås kyrka, Kvams kyrka i Gudbrandsdalen (återuppbyggnad), Gravbergets kyrka (ofta räknat som ett av huvudverken i norsk 1900-talsarkitektur, 1956) och Vadsø kyrka (1958). Sina två största uppdrag utförde han i samarbete med Arnstein Arneberg: Telegrafbygningen i Oslo (1916–1924) och Oslo rådhus (1916–1951), båda två efter vinster i arkitekttävlingar.
Poulsson är en av förgrundsgestalterna bland de som ville skapa en ny och norsk arkitektur, inspirerad av 1600- och 1700-talsarkitektur. Merparten av hans tidiga produktion präglas av denna nationella eller nordiska barock, och byggnaderna kännetecknas av en tung, kraftik karaktär. Senare präglades han mer av funktionalismen, även om han i sina stugor och lantställen ofta höll sig till den nationella stilen.